# Langelot sur la Côte d'Azur
Langelot sur la Côte d'Azur est le vingt-sixième roman de la série Langelot écrite par le Lieutenant X (pseudonyme de Vladimir Volkoff). Ce roman a été édité pour la première fois en 1976 chez Hachette dans la collection Bibliothèque verte.  

## Personnages
« Les gentils »
- Langelot (alias Pernette 2) : orphelin, agent du Service National d'Information Fonctionnelle (SNIF), blond, 1,68 m, mince, « traits menus mais durs ».
- Line (surnom de Micheline Tresnel) : jeune secrétaire.
- Capitaine Montferrand : supérieur de Langelot ; chef de la section « Protection » du SNIF.
- Lespinasse, enseigne de vaisseau de deuxième classe, de la Marine nationale.

« Les méchants »
- M. Schmitsky : officiellement chef d'entreprise et physicien.
- Charles Troquet (« Charlie ») : homme de main.
- Serge Caplan : homme de main.
- Dorissel : ingénieur.
- Mme Lafflon (vraie identité : Huguette Landry) : secrétaire de M. Schmitsky
- M. Ledergue : océanographe, complice et associé de M. Schmitsky, s'exprime avec l'accent chuintant des auvergnats.

## Résumé

### Mise en place de l'intrigue
Lors d'un bal de fin d'été (le « bal Pernette ») dans une commune de la Côte d'Azur, une jeune femme, Line, est harcelée par deux jeunes gens. Langelot vient à son secours. Durant la bagarre qui s'ensuit, Langelot prend le dessus ; l'un des jeunes gens perd une carte magnétique. Langelot la ramasse. Plus tard, en rentrant à son hôtel, il est attaqué par les jeunes gens qui veulent à tout prix récupérer la carte. Langelot parvient à les mettre en fuite. 
Une fois ses vacances terminées, Langelot rapporte l'anecdote à son chef, le capitaine Montferrand. Ce dernier demande à la section « Renseignement » du SNIF d'envoyer un agent sur place pour une enquête de routine. Le lieutenant Lallemand prend contact avec Line et, sous la couverture d'un agent d'assurance, lui pose des questions. Méfiante Line ne donne guère de renseignements à l'enquêteur. Elle concède seulement qu'elle est dactylo au sein de la société SAPCA, récemment rachetée, que les deux jeunes gens qui l'ont ennuyée sont en fait des collègues de travail et que l’entreprise de chimie, qui fabrique des pigments, est dirigée par M. Schmitsky. Montferrand ordonne alors à Langelot de retourner sur la Côte d'Azur et de reprendre l'enquête.

### Enquête de Langelot et de Line
Langelot retrouve Line et lui révèle la vérité : ses fonctions au sein du SNIF, les soupçons nés des suites de l'altercation, le besoin d'en savoir davantage sur les activités de la SAPCA. Line accepte de collaborer avec Langelot en lui fournissant des informations. Elle commence par lui remettre la liste du personnel de l'entreprise. Le SNIF découvre alors que la plupart des employés soit ont un casier judiciaire, soit ont eu des démêlés judiciaires. La SAPCA achète des composants, mais ne produit ni ne vend rien.
Langelot veut savoir ce que produit l'entreprise : des explosifs ? des armes ? La SAPCA dispose de deux bâtiments : le "A", accessible et le "B", situé sur une presqu'île, très protégé. Les salariés sont répartis entre les deux locaux, seuls treize d'entre eux accèdent au plus protégé et habitent dans le "A". Après quelques jours de préparation et d'observation grâce au bateau d'un jeune officier de marine détaché de Toulon, Lespinasse, Langelot organise, avec son aide, l'intrusion de nuit dans le bâtiment secret de la SAPCA : sautant d'un hélicoptère, il se pose sur le toit du local et y pénètre. Celui-ci est totalement vide, à l'exception d'une porte forte que Langelot ne peut ouvrir. Il repart en hélicoptère toujours piloté par Lespinasse.
Langelot se dit qu'il lui faut un informateur dans le bâtiment "B". Pour faire prendre du grade à Line, il organise l'enlèvement de la secrétaire du patron, Mme Lafflon, afin que Line obtienne son poste. Mme Lafflon, officiellement, part subitement en arrêt maladie ; en réalité elle est gardée au secret dans les locaux du SNIF. La manœuvre de Langelot réussit : à la suite de « l'indisponibilité » de Mme Lafflon, M. Schmitsky décide que Line sera désormais sa secrétaire particulière. Langelot lui a fait croire que Line s'appelle en réalité Madeleine Trolier, qu'elle a escroqué son dernier employeur, une banque et qu'elle est recherchée par la police. M. Schmitsky est ravi de disposer d'un moyen de pression sur Line.
Line découvre alors que le chef d'entreprise a élaboré « un plan » pour gagner beaucoup d'argent, en contrepartie d'un terrible chantage.

### Le plan de M. Schmitsky
Avec difficulté, Line contacte Langelot ; elle lui révèle qu'une série de quatorze courriers effroyables va être postée très prochainement. Langelot, avec l'aide de l'antenne "Midi" du SNIF, fait poser une fausse boîte aux lettres postale. Ils récupèrent les mystérieux courriers. Il s'agit de courriers de chantage : M. Schmitsky menace de faire exploser une bombe atomique dans la Méditerranée. Ce désastre entraînerait un gigantesque tsunami qui ravagerait la Côte d'Azur, tuant des milliers de personnes et détruisant villes et villages par dizaines. Afin d'éviter la catastrophe, vingt-quatre heures sont données au gouvernement français pour remettre dix milliards de francs (monnaie française en 1976). À défaut, la bombe explosera. 
Ayant intercepté les lettres le soir vers 18 h, Langelot dispose donc de trente-six heures d'avance sur les bandits, puisque les courriers n'auraient dû être reçus par leurs destinataires que le lendemain. Langelot court à la SAPCA pour intercepter les malfrats : ceux-ci ont déjà quitté les lieux. Il découvre au sous-sol du bâtiment B l'usine atomique. Il contacte immédiatement Montferrand, qui réfère de la menace au chef du SNIF. L'affaire prend une forte dimension ; Mme Lafflon est interrogée et confirme les plans sinistres de son patron ; elle précise que Schmitsky travaille avec un associé. En urgence, des savants atomistes sont contactés pour savoir s'il est possible de construire si facilement une bombe nucléaire, tandis que des océanographes sont appelés pour préciser l'endroit approximatif où devrait être placée une bombe atomique pour créer un raz-de-marée. Au petit matin, la bombe atomique est repérée. Les autorités françaises décident de ne pas la toucher : Schmitsky les a informés qu'elle est piégée. Toute tentative à l'encontre de la bombe provoquerait l'explosion nucléaire. Langelot va se coucher ; il se réveille à midi avec une idée. Il décide de la mettre en œuvre, seul.
Son hypothèse n'est fondée sur aucune preuve : il a l'intuition que l'un des trois savants océanographes pourrait bien être l'associé de M. Schmitsky. Avec Lespinasse tous deux se rendent au domicile parisien de M. Ledergue et procèdent à son enlèvement, avant de l'emmener dans le sud de la France.

### Dénouement
Les autorités politiques paient la somme réclamée. M. Schmitsky reçoit dix milliards de francs. Il s'enfuit avec ses complices dans l'île de Formentera, aux Baléares, emmenant Line avec lui. Il n'a jamais eu l'intention de désactiver la bombe : il annonce à ses complices qu'il va ordonner à distance le déclenchement de la bombe atomique. La destruction irrémédiable de la Côte d'Azur lui permettra de lancer la « Côte saphir » à Formentera. Celle-ci sera d'autant plus recherchée que la Côte d'Azur sera ravagée par les eaux, détruite et contaminée par les radiations. Il actionne sa télécommande.
Mais la bombe a été désamorcée à temps. En effet, durant la nuit, Langelot et Lespinasse se sont rendus avec l'océanographe Ledergue auprès de la bombe nucléaire, repérée par le sous-marin Tryonix. Feignant de faire croire à Ledergue, abandonné sur un canot, que leur propre navire est en panne, ils laissent M. Ledergue leur dire comment désamorcer la bombe pour les sauver tous trois. 
À Formentera, le capitaine Montferrand et le sous-lieutenant Langelot accompagnent la guardia civil dans l'arrestation de M. Schmitsky et de ses complices. Montferrand propose à Line, qui a perdu son emploi, de venir travailler au SNIF ; la jeune femme accepte avec joie.

## Remarques autour du roman
- Ni le lieu exact où se trouve la SAPCA ni le nom de la localité ne sont indiqués avec précision. La ville dispose d'un port, d'une plage et d'un centre-ville ; Line y vit "34 rue de la Gare" (Cannes ne possède pas de rue de ce nom). Elle est née à Toulon, d'où vient Lespinasse. Les noms des villes de Saint-Tropez, de Sainte-Maxime, de Grasse et surtout de Cannes sont cités de manière incidente. L'Alcazar, hôtel où descend Langelot, est situé à deux kilomètres de Cannes (Langelot contre Monsieur T, page 95).
- Le fait qu’une équipe d'une demi-douzaine d'ingénieurs, techniciens et hommes de main soient en possession d'une arme nucléaire fabriquée par leurs soins était, en 1976, particulièrement improbable.
- Schmitsky sera évoqué dans un roman suivant, Langelot garde du corps (1979), dans lequel Langelot sortira du Brésil de la matière fissile cachée par Schmitsky.
- Le chef de la section "Renseignement" du SNIF n'est pas nommé[3]. Le discret capitaine Aristide apparaît au vingt-neuvième roman[4].